# Альфа (фильм)
«А́льфа» (англ. Alpha) — американский фильм режиссёра Альберта Хьюза о первобытном юноше и его дружбе с волком. Мировая премьера картины состоялась 16 августа 2018 года. В России фильм вышел 23 августа в форматах 2D, 3D и IMAX.

## Сюжет
Земля 20 тыс. лет назад. Верхний палеолит. Вождь первобытного племени Тау берет на охоту своего сына Кеда, считая, что он уже достаточно взрослый. Во время охоты Кеда атакует раненый бизон, и он падает в пропасть. Племя решает, что Кеда мёртв, и уходит, потому что добытое мясо бизонов нужно доставить на стоянку до холодов.
Между тем, Кеда приходит в себя. Но он повредил ногу, и ему нелегко вернуться в родное стойбище. По дороге на него нападает стая волков. Кеда удаётся отбиться и ранить одного из волков. Сначала он хочет убить хищника, но затем, передумав, выхаживает его. Между человеком и животным возникает дружба. Они начинают вместе охотиться, и человек называет волка Альфа. В ходе путешествия Кеда к своему племени стая зовет назад Альфу, но позже он снова возвращается к Кеда. Вместе им удается пройти через испытания и выстоять в поединке против саблезубой кошки.
Уже зимой, замёрзшие и раненые, Кеда и Альфа возвращаются в родное поселение Кеда. Прирученная Альфа, оказавшись самкой, приносит волчат. В концовке люди и одомашненные волки вместе отправляются на охоту.

## В ролях
| Актёр                         | Роль     |
| ----------------------------- | -------- |
| Коди Смит-Макфи               | Кеда     |
| Йоуханнес Хёйкюр Йоуханнессон | Тау      |
| Натаcия Мальте                | Ро       |
| Леонор Варела                 | Шаман    |
| Мерседес Де Ла Зерда          | Ну       |
| Йенс Хультен                  | Кси      |
| Прия Раджаратнам              | Охотница |

## Производство
Фильм был анонсирован 15 сентября 2015 года, когда Альберт Хьюз был утвержден режиссёром. Съёмки проходили на острове Ванкувер (Британская Колумбия) и в Драмхеллере (Альберта). Некоторые съёмки проходили в городе Бернаби (Британская Колумбия), а также в Исландии. Части фильма снимали в Провинциальном парке Дайносор (Альберта) в апреле 2016 года. Сцены с мамонтами и шерстистыми носорогами созданы методами компьютерной графики.
В июне 2017 года дата релиза фильма была перенесена с 15 сентября 2017 года на 1 марта 2018 года, что позволило бы фильму собрать больше зрителей во время весенних каникул. Позднее премьера была снова перенесена, в этот раз на 17 августа 2018 года.
Первый трейлер фильма вышел 18 июля 2017 года.

## Критика
Фильм получил средние оценки кинокритиков. На сайте Rotten Tomatoes у картины 79 % положительных рецензий на основе 119 отзывов со средней оценкой 6,5 из 10. На Metacritic — 63 балла из 100 на основе 26 рецензий.
По мнению антрополога С. В. Дробышевского, жизнь первобытных людей, показанная в фильме, не имеет ничего общего с данными, полученными археологией и этнографией. Фильм изобилует историческими и географическими несоответствиями.

## Кассовые сборы
Во время показа в США, начавшийся 17 августа 2018 года, в течение первой недели фильм был показан в 2719 кинотеатрах и собрал 10352512 $, что в то время позволило ему занять 5 место среди всех премьер. По состоянию на 26 августа 2018 показ фильма длится 10 дней (1,4 недели), собрав в прокате в США 20160574 доллар. США, а в остальном мире 7300000 $ (по другим данным 407204 $), то есть всего 27460574 $ (по другим данным 20567778 $) при бюджете 51 млн долларов США.